# Chrysoplectrum cuminaensis
Chrysoplectrum cuminaensis is een vlinder uit de familie van de dikkopjes (Hesperiidae). De wetenschappelijke naam van de soort is voor het eerst geldig gepubliceerd in 1976 door Romualdo Ferreira d'Almeida.